# Maschinenfabrik Halle

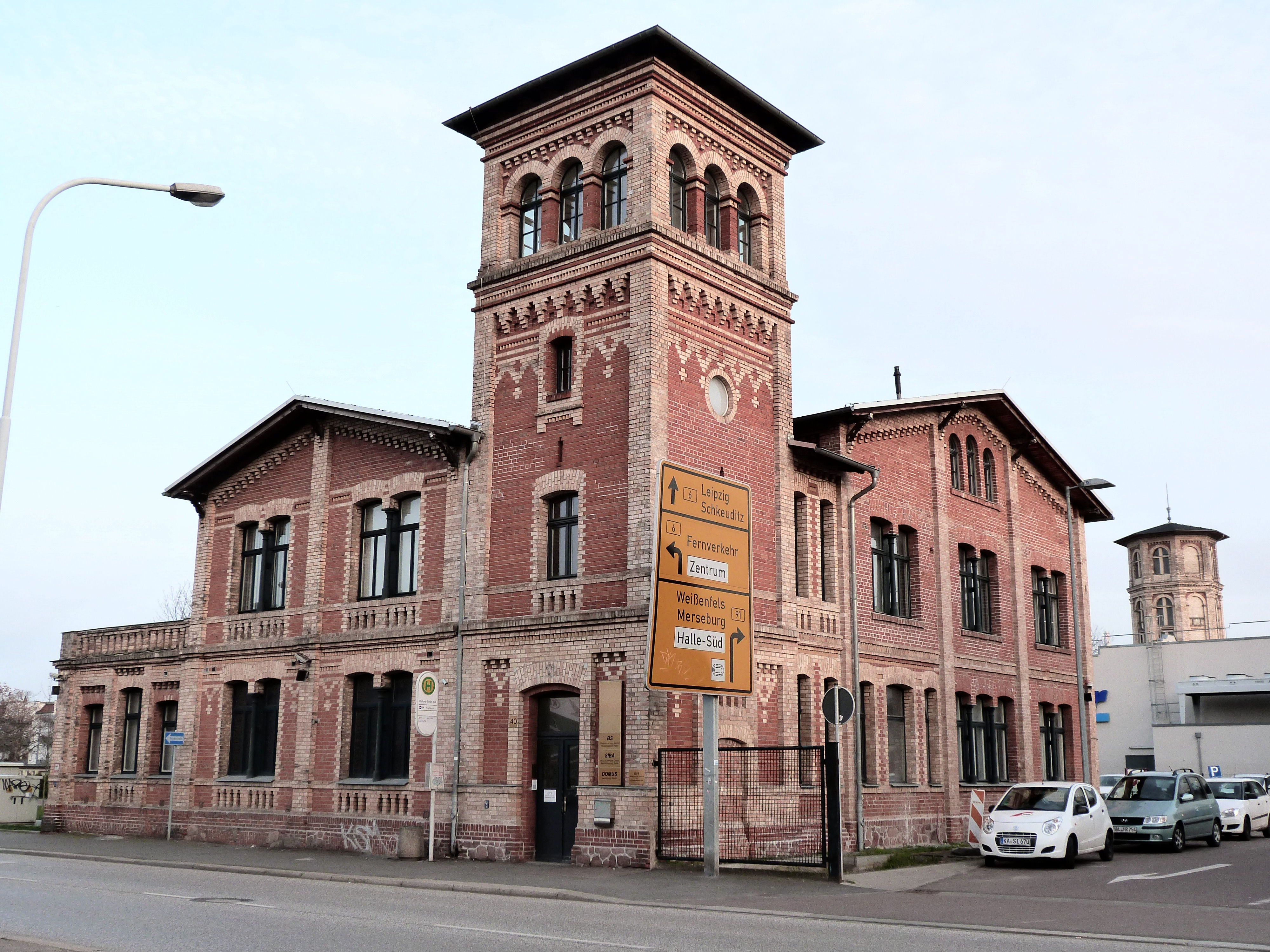
Erhaltenes Teilgebäude der Maschinenfabrik im Bereich Pfännerhöhe/Merseburger Straße.

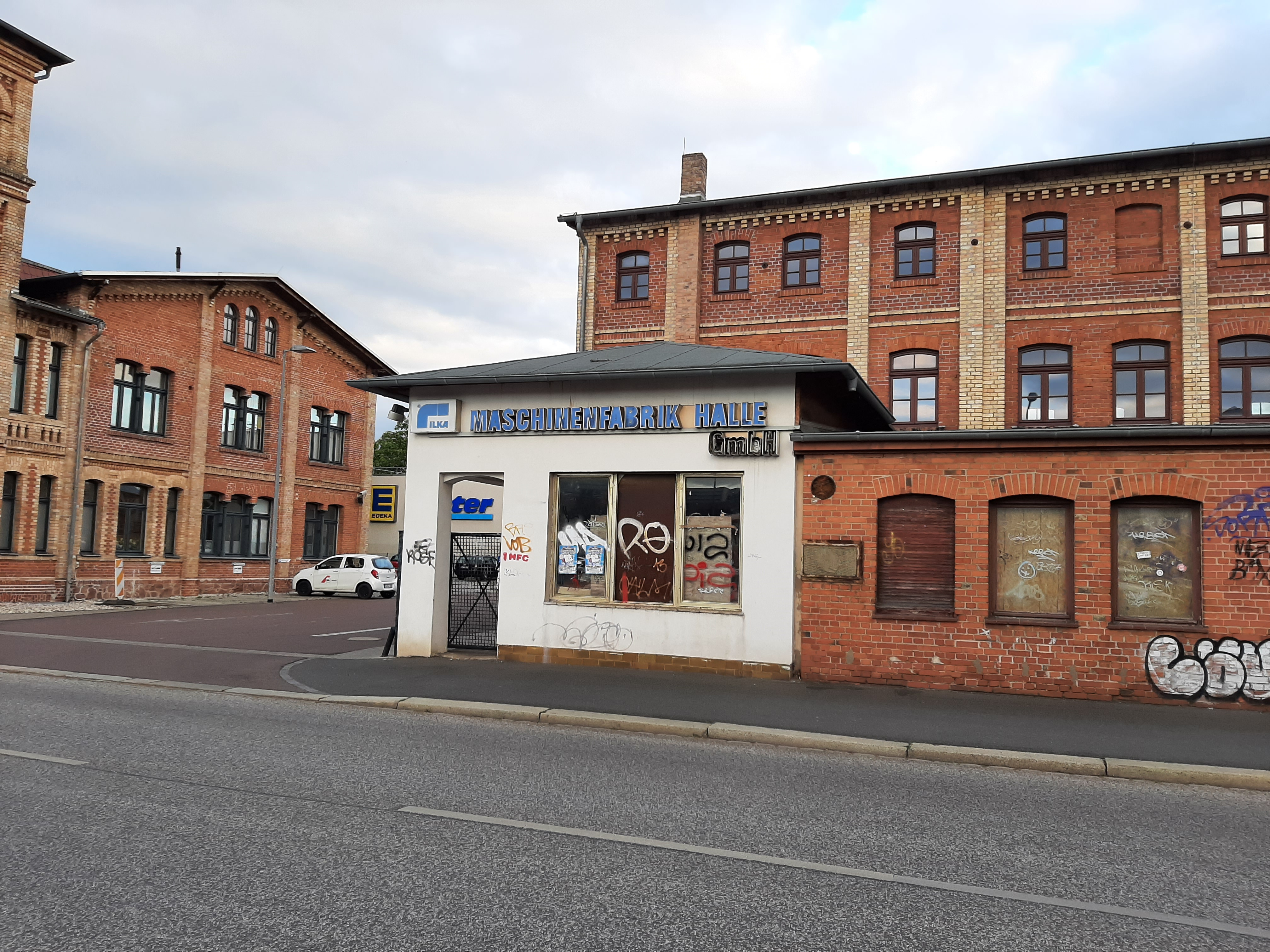
Ehemaliger Eingangsbereich des nun umgenutzten Fabrikgeländes mit Firmenschild der privatisierten ILKA Maschinenfabrik Halle GmbH.

Der VEB Maschinenfabrik Halle (MAFA) war ein Volkseigener Betrieb in der Deutschen Demokratischen Republik und ein Hersteller von Kältemaschinen und -anlagen.
Der Betrieb war Teil des Kombinats ILKA Luft- und Kältetechnik, das seinerseits dem Ministerium für Schwermaschinen- und Anlagenbau zugeordnet war.
Zum Produkt- und Leistungsspektrum des Betriebs zählten verschiedene Arten von Kälteanlagen sowie Kolbenverdichter und Wärmepumpen für den Einsatz in der Industrie, der Landwirtschaft und in Sport- und Gesellschaftsbauten. Die MAFA bot darüber hinaus Projektierungs-, Montage- und Schulungsleistungen an.
Neben Projekten im Inland und im RGW-Raum wurden auch Aufträge im NSW realisiert. Darunter die technische Ausstattung von Kunsteisbahnen in der Schweiz und Österreich oder die Ausrüstung eines Großkühlhauses in Hamburg. In der DDR selbst wurde eine Vielzahl von Kühlhäusern, Brauereien und Molkereien, Eissportanlagen, chemischen Großbetrieben und Gesellschaftsbauten mit Produkten der MAFA ausgestattet. Unter anderem wurden auch 88 Gefrierschiffe des Typs Tropik und 188 Verarbeitungsschiffe des Typs Atlantik mit Hubkolbenverdichtern ausgestattet.

## Geschichte
Der Volkseigene Betrieb VEB MAFA Halle geht auf die beiden Unternehmen Maschinenfabrik Wegelin & Hübner, gegründet 1869, und Maschinenfabrik Riedel & Kemnitz, gegründet 1866, zurück. Aus letzterer ging 1872 die Hallesche Maschinenfabrik und Eisengießerei AG hervor. Die Unternehmen produzierten in der Anfangszeit hauptsächlich Maschinen und Anlagen für Zuckerfabriken, Brauereien und Spiritusbrennereien. Ab Ende der 1880er Jahre nahmen sowohl die Maschinenfabrik Wegelin & Hübner als auch die Hallesche Maschinenfabrik und Eisengießerei AG Absorptionskältemaschinen in ihr Produktprogramm auf. Ab 1890 wurden auch Kompressionskältemaschinen hergestellt. Bis 1945 entwickelten sich beide Unternehmen zu führenden Herstellern von Kältemaschinen für die chemische Industrie und die Nahrungsmittelindustrie in Deutschland.
Kurz vor Ende des Zweiten Weltkriegs wurden beide Fabriken durch Bombenangriffe zu großen Teilen zerstört. Die beiden Unternehmen wurden nach Kriegsende enteignet und das Eigentum an den Immobilien und den Produktionsanlagen ab 1946 auf die Provinz Sachsen übertragen (siehe auch Industriereform in der SBZ). Die Betriebe wurden daraufhin zum VEB Maschinenfabrik Halle zusammengeführt. 1956 übernahm der VEB Maschinenfabrik Halle die kältetechnischen Produkte der Ersten Maschinenfabrik Karl-Marx-Stadt.
Ab dem Jahr 1948 war die MAFA der VVB NAGEMA zugeordnet. Diese organisatorische Zuordnung änderte sich im Lauf der Jahre mehrmals. Ab 1962 war der Betrieb Teil der VVB Chemie- und Klimaanlagen und ab 1965 Teil der VVB Luft- und Kältetechnik. Letztere VVB wurde 1970 zum Kombinat Luft- und Kältetechnik umgebildet.
Im Zuge der Privatisierung wurde der VEB ab 1990 verkauft und in die ILKA Maschinenfabrik Halle GmbH umgewandelt. Im Oktober 1993 gab die Gesellschaft das Werksgelände in Halle auf und fokussierte sich auf den bereits existierenden Betriebsteil in Döllnitz. Im September 1999 zählte das Unternehmen noch 50 Mitarbeiter und wurde durch die GEA übernommen.
Das alte Werksgelände der Maschinenfabrik in Halle war bis 1991 durch eine eigene Anschlussbahn an den Industriebahnhof angebunden.